# Diószegi József
Diószegi József (Debrecen, 1958. augusztus 6. – 2018. május 16. vagy előtte) magyar újságíró, tanár.

## Életútja
Kezdetben Hajdú-Bihar megyében (Konyár, Esztár, Derecske) tanított magyar nyelv és irodalmat, később pedig Budapesten a Bajza Utcai Általános Iskolában. A Köznevelés című folyóiratnál kezdte az újságírást. Egy időben a Magyar Rádió és a Figyelő külső munkatára volt. 1995-től főállásban a Napi Gazdaság főmunkatársa lett. Itt kétszer is az év újságírójának választották. 2015-től haláláig a Világgazdaság újságírója volt. Fő szakterületei a közlekedés, a távközlés, az informatika, a reklám- és médiapiac volt.

## Díjai, kitüntetései
- A MÁV sajtódíja (2009}[3]
- a Nemzeti Közlekedési Hatóság elnöki elismerése (2014)[4]